# .fi
.fi is het achtervoegsel van Finse domeinnamen. .fi-domeinnamen worden uitgegeven door de Finnish Communications Regulatory Authority (FICORA), die verantwoordelijk is voor het top level domain 'fi'.